# Campionato europeo di taekwondo 2014
Il Campionato europeo di taekwondo 2014 è stato la 21ª edizione della competizione. Si è svolto al Sarhadchi Olympic Sports Complex di Baku, in Azerbaigian, dal 1° al 4 maggio 2014.

## Medagliere
| Pos. | Paese         | Oro | Argento | Bronzo | Totale |
| ---- | ------------- | --- | ------- | ------ | ------ |
| 1    | Croazia       | 3   | 2       | 1      | 6      |
| 2    | Russia        | 2   | 3       | 2      | 7      |
| 3    | Francia       | 1   | 4       | 4      | 9      |
| 4    | Gran Bretagna | 1   | 2       | 4      | 7      |
| 5    | Azerbaigian   | 1   | 0       | 4      | 5      |
| 5    | Turchia       | 1   | 0       | 4      | 5      |
| 7    | Spagna        | 1   | 0       | 2      | 3      |
| 8    | Moldavia      | 1   | 0       | 1      | 2      |
| 8    | Portogallo    | 1   | 0       | 1      | 2      |
| 10   | Belgio        | 1   | 0       | 0      | 1      |
| 10   | Bielorussia   | 1   | 0       | 0      | 1      |
| 10   | Isola di Man  | 1   | 0       | 0      | 1      |
| 10   | Svizzera      | 1   | 0       | 0      | 1      |
| 14   | Germania      | 0   | 1       | 2      | 3      |
| 15   | Serbia        | 0   | 1       | 1      | 2      |
| 16   | Grecia        | 0   | 0       | 2      | 2      |
| 16   | Slovenia      | 0   | 0       | 2      | 2      |
| 16   | Ucraina       | 0   | 0       | 2      | 2      |
| 19   | Cipro         | 0   | 0       | 1      | 1      |
| 19   | Finlandia     | 0   | 0       | 1      | 1      |
| 19   | Italia        | 0   | 0       | 1      | 1      |
| 19   | Polonia       | 0   | 0       | 1      | 1      |
| 19   | Svezia        | 0   | 0       | 1      | 1      |
| 19   | Ungheria      | 0   | 0       | 1      | 1      |
|      | Totale        | 16  | 16      | 32     | 64     |

## Podi

### Maschili
| Specialità      | Oro                  | Argento           | Bronzo                               |
| Fino a 54 kg    | Stepan Dimitrov      | Georgios Simitsis | Jesús Tortosa Cabrera Mehmet Dolas   |
| Fino a 58 kg    | Rui Pedro Bragança   | Levent Tuncat     | Dylan Chellamootoo Ruslan Poiseev    |
| Fino a 63 kg    | Jaouad Achab         | Jure Pantar       | Ioannis Pilavakis Mario Gentil Silva |
| Fino a 68 kg    | Servet Tazegül       | Aleksej Denisenko | Vladislav Arventii Ruebyn Richards   |
| Fino a 74 kg    | Al'bert Gaun         | Torann Maizeroi   | Andrew Deer İlkin Şahbazov           |
| Fino a 80 kg    | Aaron Cook           | Damon Samsun      | Mamédy Doucara Ramin Azizov          |
| Fino a 87 kg    | Radik Isayev         | M'bar N'Diaye     | Lutalo Muhammad Ali Sarı             |
| Oltre gli 87 kg | Arman-Marshall Silla | Vedran Golec      | Leonardo Basile Volker Wodzich       |

### Femminili
| Specialità    | Oro                    | Argento           | Bronzo                                      |
| Fino a 46 kg  | Hajer Mustapha         | Iryna Romoldanova | Asia Bailey Mateja Kunović                  |
| Fino a 49 kg  | Lucija Zaninović       | Yasmina Aziez     | Ivett Gonda Svetlana Igumenova              |
| Fino a 53 kg  | Ana Zaninović          | Ekaterina Kim     | Suvi Mikkonen Floriane Liborio              |
| Fino a 57 kg  | Eva Calvo Gómez        | Jade Jones        | Günay Ağakişiyeva Nikita Glasnović          |
| Fino a 62 kg  | Nina Kläy              | Marina Sumić      | Magda Wiet-Hénin Rabia Güleç                |
| Fino a 67 kg  | Anastasija Baryšnikova | Haby Niaré        | Nur Tatar Farida Azizova                    |
| Fino a 73 kg  | Iva Radoš              | Milica Mandić     | Aleksandra Krzemieniecka Furkan Asena Aydın |
| Oltre i 73 kg | Bianca Walkden         | Ol'ga Ivanova     | Ana Bajić Rosana Simón Álamo                |